# Robin Curtis
Robin Curtis est une actrice américaine, née le 15 juin 1956 à New York Mills (État de New York, États-Unis). Elle est connue pour avoir joué le rôle du lieutenant Saavik dans Star Trek.

## Biographie

### Actrice de cinéma et de télévision
Sa première apparition en tant que lieutenant Saavik dans Star Trek 3 : À la recherche de Spock en 1984 est promue comme étant ses débuts au cinéma, mais en réalité Robin Curtis avait déjà fait plusieurs apparitions au cinéma et à la télévision à cette époque. Sa performance dans le film suscite un accueil mitigé de la part des fans de Star Trek et elle reprend le rôle du lieutenant Saavik pour une brève apparition dans Star Trek 4 : Retour sur Terre,,.
Elle joue dans l'épisode « Marchandage » lors de la première saison de la série télévisée américaine K 2000. En 1991, elle incarne Carol Pulaski dans le feuilleton télévisé américain Hôpital central. En 1993, Robin Curtis change de personnage dans la franchise Star Trek en interprétant le personnage de « Tallera/T'Paal » dans l'épisode en deux parties de Star Trek : La Nouvelle Génération. Dans l'épisode « La Brute » de Babylon 5 en 1994, elle apparaît en tant qu'ambassadrice « Abbai Kalika ».
Elle apparaît également dans les séries télévisées telles que Dream On, Herman's Head, Tribunal de nuit, MacGyver, Johnny Bago, Seventh Heaven et Equalizer.

### Actrice de théâtre
Robin Curtis est créditée de nombreuses scènes dans le théâtre régional et national, notamment Gyspy, Applause, Oliver!, ...And Other Songs à New York. Elle joue dans The City Suite en Off-Broadway et dans Garden à Los Angeles.

### Carrière post-actrice
Après avoir fait de fréquentes apparitions au milieu des années 1990, à partir de 2014, elle ne fait plus que des apparitions occasionnelles aux conventions de Star Trek.
En 1997, Robin Curtis met fin à sa carrière d'actrice pour devenir agent immobilier.
En 2004, Robin Curtis devient agent immobilier résidentiel à Manlius dans l'État de New York. Au milieu de l'année suivante, elle a fait ses débuts sur scène avec des one-woman shows.

### Vie privée
Robin Curtis a été brièvement mariée à l'acteur Kent Williams (en).

## Filmographie

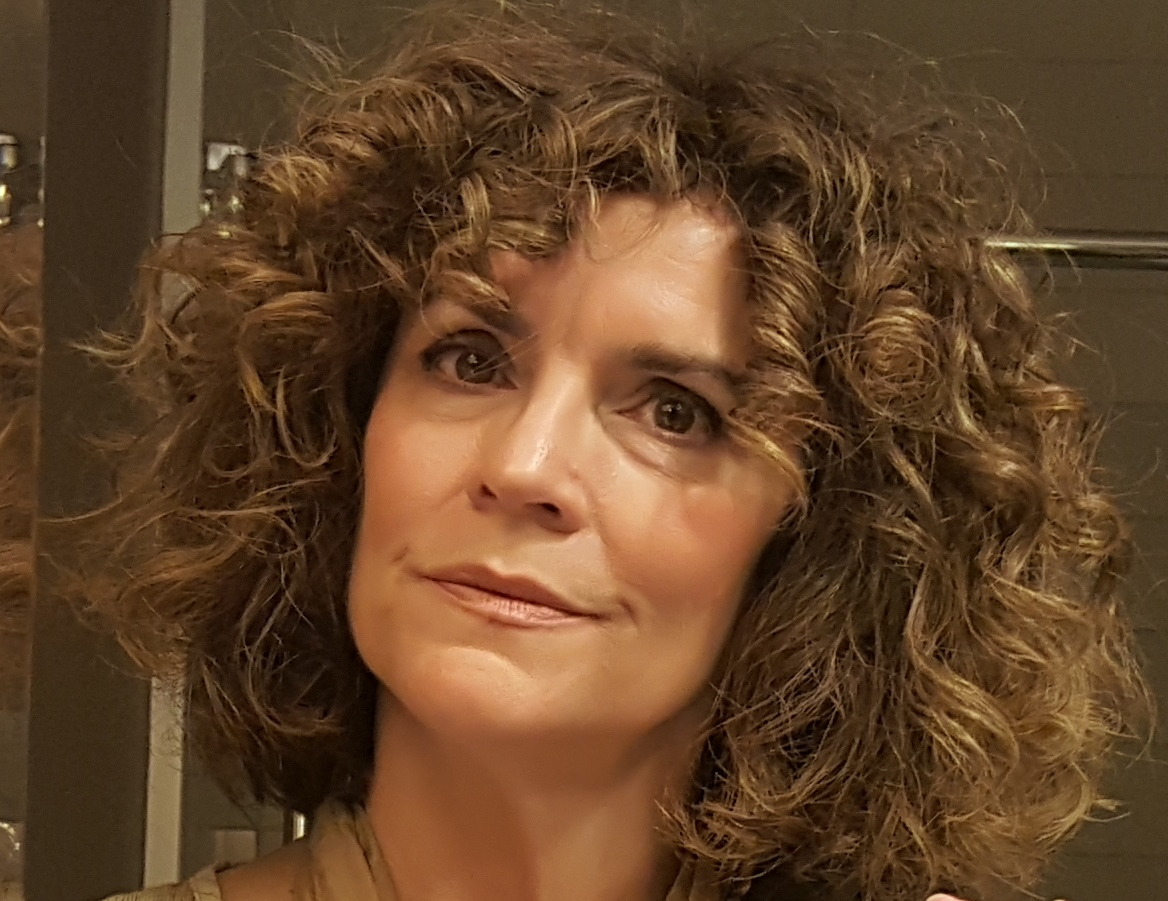
Robin Curtis en 2017.

### Cinéma
- 1981 : Le Fantôme de Milburn de John Irvin : Rea Dedham
- 1984 : Star Trek 3 : À la recherche de Spock : Lieutenant Saavik
- 1986 : Star Trek 4 : Retour sur Terre : Lieutenant Saavik
- 1993 : Hexed (en) : Rebecca
- 1994 : Bébé, né pour tuer : Linda Holt
- 1994 : Babyfever (en) : Carol
- 1995 : Hostile Intentions : Janine Wiest
- 1996 : Dark Breed : Marian
- 1996 : Monsieur Papa... : Leslie
- 1998 : Recoil : Julie Sloan
- 1998 : Mission scorpio one : Shannon Brey
- 1999 : The Sex Monster : une femme dans la rue
- 1999 : Making Contact

### Télévision
- 1982 : Six mois pour tout apprendre (film TV) : Michelle
- 1983 : K 2000 (série télévisée) : Nicole Turner (Saison 1, épisode 22)
- 1983 : First Affair (film TV) : non crédité
- 1985 : MacGyver (série télévisée) : Kate Connelly (Saison 1, épisode 4)
- 1986 : MacGyver (série télévisée) : Kate Connelly (Saison 2, épisode 20 Amis)
- 1986 : Equalizer (série télévisée) : Ginger Brock
- 1986 : Northstar (film TV) : Jane Harlow
- 1986 : Mike Hammer (série télévisée) : Peggy Ryan
- 1987 : Les deux font la paire (série télévisée) : Alice Trask Babcock (Saison 4, épisode 14)
- 1987 : LBJ: The Early Years (en) (film TV) : Jacqueline Kennedy
- 1987 : Supercopter (série télévisée) : Lynn (Saison 4, épisode 13)
- 1987 : Private Eyes (série télévisée) : Eileen Quinlan
- 1987 : Rags to Riches (en) (série télévisée) : Ellen Newman
- 1988 : CBS Summer Playhouse (série télévisée) : Barbara
- 1988 : Frappé en plein vol (film TV) : Première nouvelle femme
- 1989 : Tribunal de nuit (série télévisée) : Dr. Judith Malloy
- 1990 : Vic Daniels, flic à Los Angeles (série télévisée) : Vikki Lucas
- 1990 : Dream on (série télévisée) : Docteur St. Clair (Saison 1, épisode 2)
- 1990 : Auto-patrouille (en) (série télévisée) : Lock House
- 1991 : Hôpital central (série télévisée) : Carol Pulaski
- 1991 : Tagteam (film TV) : Lieutenant Carol Steckler
- 1992 : Herman's Head (série télévisée) : Diane Shaw
- 1993 : Johnny Bago (en) (série télévisée) : Nella
- 1993 : Star Trek : La Nouvelle Génération : Tallera/T'Paal (Saison 7, épisode 4 et 5)
- 1994 : Babylon 5 (série télévisée) : Ambassadrice Kalika
- 1995 : Space 2063 (série télévisée) : Andrea Wilkins
- 1996 : Arabesque (série télévisée) : Rosemary Tynan (Saison 12, épisode 16)
- 1997 : Sept à la maison (série télévisée) : Judy Calloway (Saison 1, épisode 17)

## Annexe